# Horst Hrubesch
Horst Hrubesch (Hamm, 1951. április 17. –) nyugatnémet válogatott Európa-bajnok német labdarúgó, csatár, majd edző.

## Pályafutása

### Klubcsapatban
1958-ban kezdte a labdarúgást az FC Pelkum csapatában. 1971 és 1975 között az alsóbb osztályú Germania Hamm, Hammer SpVg és SC Westtünnen labdarúgója volt. Hrubesch a tipikus későn érő játékos volt. Már 24 éves volt, amikor a Rot-Weiß Essen szerződtette. Itt három idényen át játszott és annyira meggyőző volt a játéka, hogy a Hamburger SV figyelmét is felkeltette és 1978-ban megvásárolta a HSV. 1978 és 1983 között három bajnok címet és egy BEK-győzelmet szerzett a csapattal. Az 1981–82-es idényben ő lett Bundesliga gólkirálya. 1983 és 1985 között a belga Standard Liège, az 1985–86-os idényben a Borussia Dortmund csatára volt. Az aktív labdarúgást 1986-ban 35 évesen hagyta abba.

### A válogatottban
1980 és 1982 között 21 alkalommal szerepelt a nyugatnémet válogatottban és hat gólt szerzett. Tagja volt 1980-as Európa-bajnok csapatnak. Az olaszországi tornára az utolsó pillanatban nevezték a lábát törő Klaus Fischer helyett. Hrubesch a döntőben ötödször szerepelt csak a nyugatnémet válogatottban és a 89. percben az ő második gólja döntötte el a találkozót és kupa sorsát. 1982-ben a spanyolországi világbajnokságon ezüstérmet szerzett a válogatottal.

### Edzőként
1986-87-ben a Rot-Weiß Essen, 1988-89-ben a VfL Wolfsburg edzője volt. 1991-92-ben az osztrák FC Swarovski Tirol szakmai munkáját vezette, majd ismét hazatért. 1993-ban a Hansa Rostock, 1994-95-ben a Dynamo Dresden vezetőedzője. 1995-96-ban az osztrák Austria Wien, 1997-ben a török Samsunspor csapatainál dolgozott. 2000-ben Uli Stielike helyett Erich Ribbeck segítője a 2000-es labdarúgó-Európa-bajnokságon.
2000-ben kezdett el dolgozni a Német labdarúgó-szövetségnél különböző korosztályos válogatottaknál.  2008-ban U19-es, 2009-ben U21-es csapataival lett Európa-bajnok.
2020 júliusában a Hamburg labdarúgócsapatának tehetségfejlesztésért felelős vezetője lett. 2021. május 3-án az első csapat edzőjének nevezték ki a szezon végéig.

## Sikerei, díjai

### Játékosként
NSZK
- Világbajnokság
  - ezüstérmes: 1982, Spanyolország
- Európa-bajnokság
  - Európa-bajnok: 1980, Olaszország

 Hamburger SV
- Nyugatnémet bajnokság (Bundesliga)
  - bajnok: 1978–79, 1981–82, 1982–83
  - ezüstérmes: 1979–80, 1980–81
  - gólkirály: 1981–82
- Bajnokcsapatok Európa-kupája (BEK)
  - győztes: 1982–83
  - döntős: 1979–80
- UEFA-kupa
  - döntős: 1981–82

### Edzőként
Németország, ifjúsági
- U19-es Európa-bajnokság
  - Európa-bajnok: 2008
- U21-es Európa-bajnokság
  - Európa-bajnok: 2009